# Aeroportul Hughes
Aeroportul Hughes (IATA: HUS, ICAO: PAHU, FAA LID: HUS) este un aeroport din Alaska, Statele Unite ale Americii ce deservește zona Hughes⁠(d). Aeroportul a fost tranzitat în 2019 de 2.286 de pasageri. A fost numit după zona deservită.
Situat la o altitudine de 91 m, aeroportul dispune de 1 pistă. Este operat de Alaska Department of Transportation & Public Facilities⁠(d).

## Infrastructură

### Piste
Aeroportul dispune de o singură pistă. Pista 17/35 are suprafața de pietriș și dimensiunile 3.380 picioare × 100 picioare. 